# Рукав (деталь одежды)
Рука́в — деталь одежды, покрывающая всю руку или часть руки. Может быть коротким (как на футболках), средним (например, покрывать руку до запястья) и длинным (смирительная рубашка).

## История

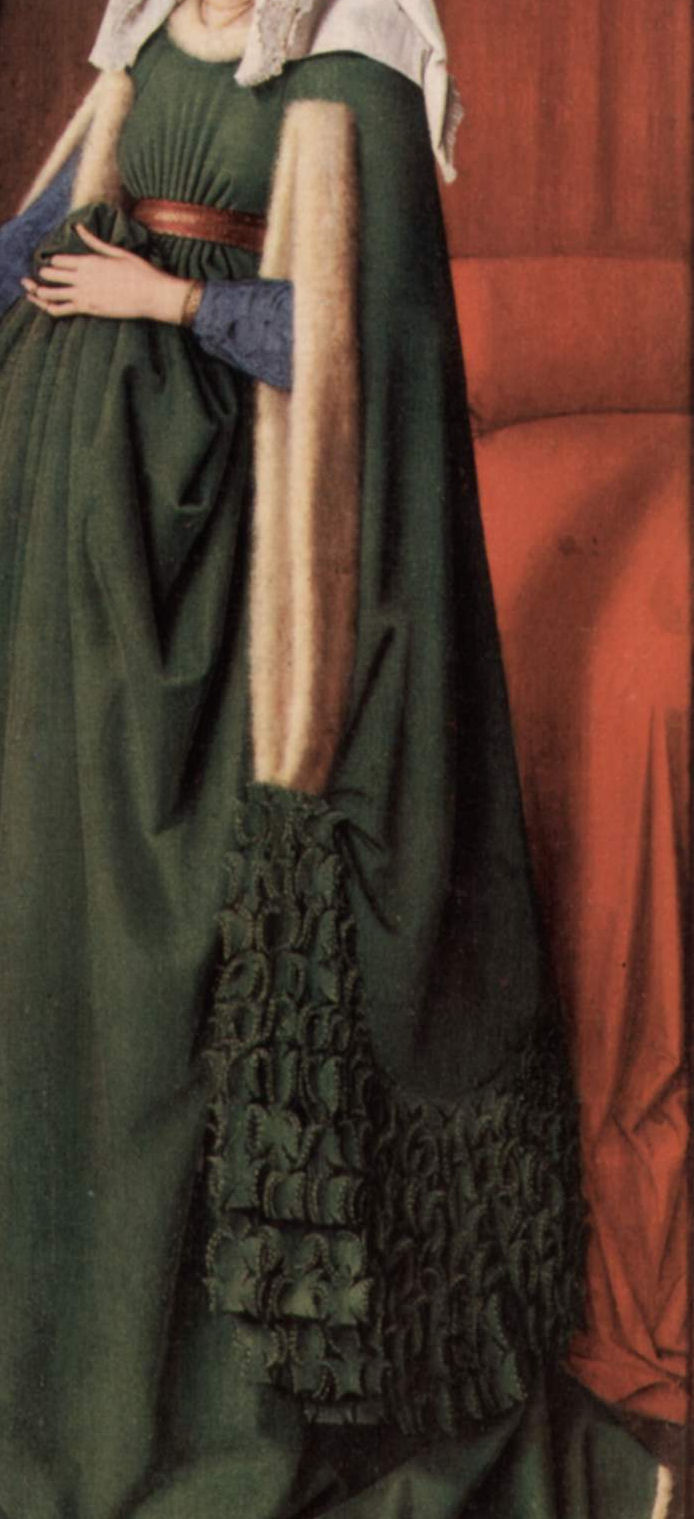
Рукав в изображении Ван Эйка (XV век)

В одежде большинства древних народов, таких, как египтяне, персы, ассирийцы, не существовало рукавов. Эта деталь одежды пришла в моду из Византии. С XII века в Европе возникает покрой прочно вшитого в одежду рукава; с тех пор появляется много разновидностей детали. Рукава могли быть висячими, крылообразными, воронкообразными, мешковидными, фунтиковыми, кистеобразными, в складку, присборенными, буфы, начиная с эпохи Ренессанса — с прорезями, с бидермейера — ветчинными, «бараньими окороками», гиго (фр. gigot), слоновые, далее — в виде пагоды или полупагоды.
В XV—XVI веках рукава были одним из основных средств разнообразия гардероба: именно они, а не само платье, богато украшались и были сменными; таким образом, достигалось разнообразие с меньшими затратами на дорогую ткань. В ряде мест эту моду даже пытались запрещать законодательно, например, в Регенсбурге каждой горожанке муниципалитет разрешал иметь не более трёх пар рукавов. Разумеется, на представителей знати эти запреты не распространялись. Дамы дарили рукава своим возлюбленным. Во время рыцарских турниров было принято бросать рукава на арену, в знак восхищения победителем (для этого рукава дамских платьев нередко делались двойными, причём верхний рукав пришивался «на живую нитку», чтобы его легче было оторвать).
В 1930-е годы в моде одновременно были разные формы рукавов; в XX веке экспериментов с формой рукавов в целом стало меньше.
Одним из видов отделки рукавов являются манжеты.
Нередко, на длину и форму рукава влияют не только мода, традиции или практические соображения, но и социальные факторы. В старину, у многих народов, например у кавказских народностей, длинные рукава считались признаком принадлежности к привилегированному классу, так как указывали на то, что их обладателю или обладательнице нет нужды заниматься физическим трудом. И наоборот — засученные рукава считались признаком принадлежности к трудящемуся люду. Даже у простых людей парадные и праздничные костюмы имели длинные, иногда даже подчёркнуто длинные рукава (намного длиннее самих рук). Таким образом, длинные рукава исторически часто ассоциировалась в сознании людей с благородным происхождением или принадлежностью к привилегированной элите.
На длину рукавов иногда влияют даже потребности политической пропаганды: Бывший президент США Джордж Буш, по совету пиар-экспертов, нередко появлялся перед телекамерами в рубашках с засученными рукавами, чтобы создать образ лидера, усердно и не покладая рук работающего во благо страны (несмотря на то, что президенту практически никогда не приходится заниматься физическим трудом).
Среди девочек-подростков во многих странах модны мужские курточки и свитеры с рукавами, на один-два размера длиннее оптимального. Предполагается, что происхождение этой моды было связано с образом ухажёра, заботливо отдающего свою куртку или свитер любимой, чтобы согреть её в холодную погоду. Таким образом, чуть больший размер одежды девушки стал подсознательно ассоциироваться в молодёжной культуре с наличием заботливого любовника. Позже, причина популярности одежды с длинными рукавами позабылась, а сама мода осталась.

## Виды покроев рукава
Втачной
Формы втачных рукавов:
- Рубашечный.
- Прямой.
- Узкий.
- Расширенный книзу.
- «Фонарик».
- «Крылышко».
- «Колокол».
- «Летучая мышь».

Реглан

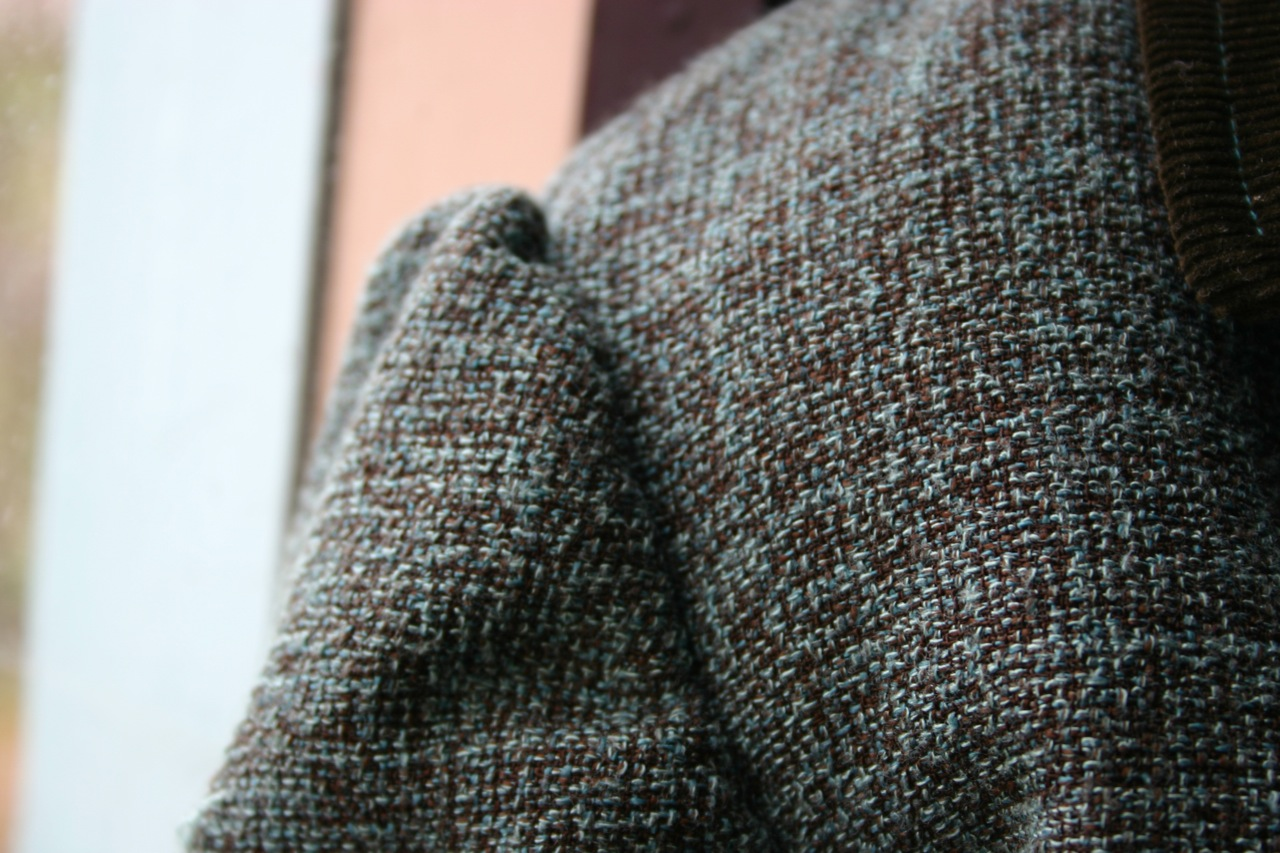
Втачной рукав

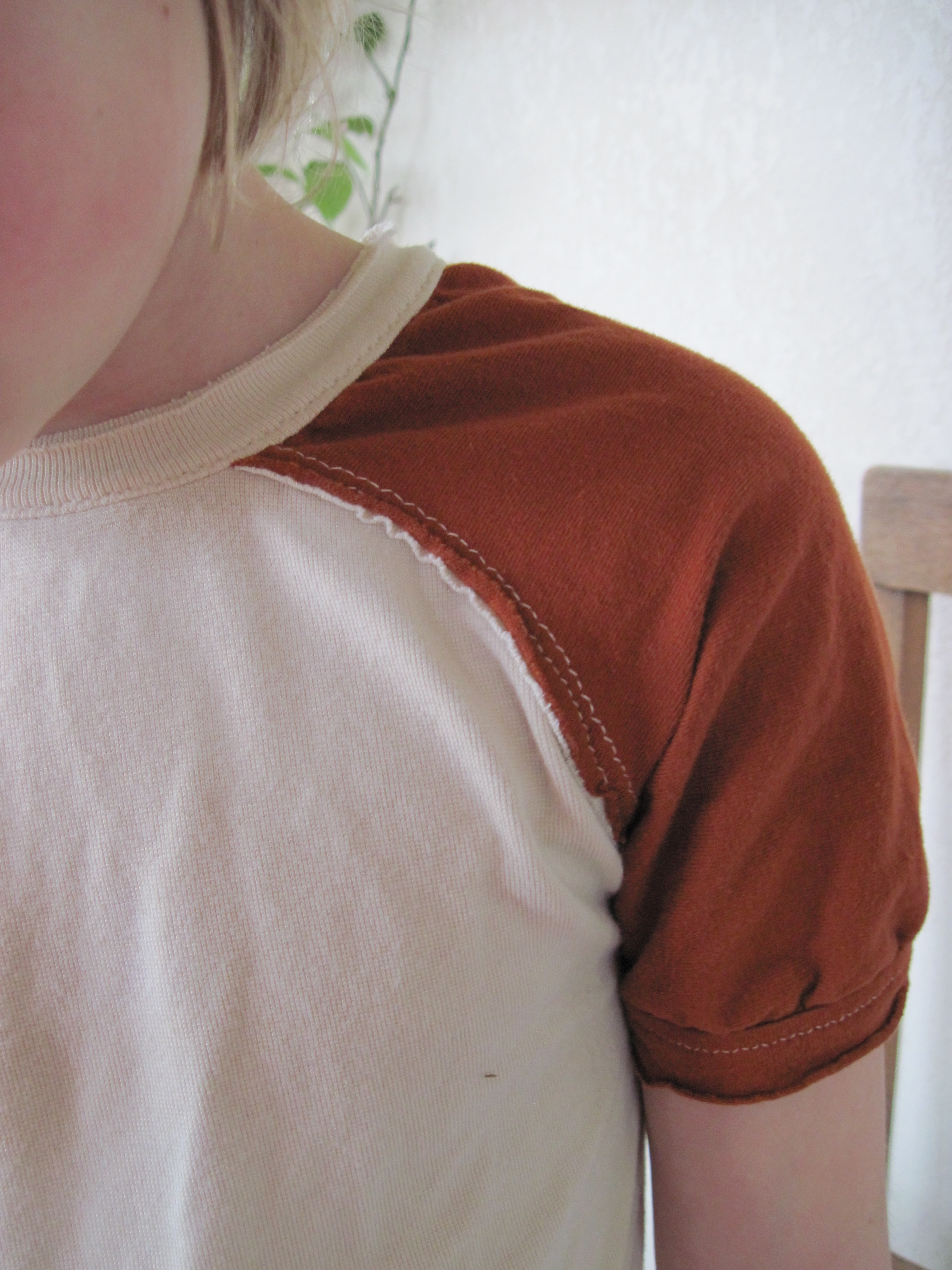
Рукав реглан

Выкраивается вместе с плечевой частью переда (полочки) и спинки изделия.
Цельнокроеный
Детали рукава выкраиваются вместе с передом и спинкой изделия, линия проймы отсутствует.
Комбинированный
Сочетает в себе комбинацию из каких-либо двух вышеперечисленных покроев рукава.

## Обработка манжетами
Нижние срезы длинных прямых рукавов часто обрабатывают манжетами: прямыми замкнутыми или с обработанным краем — их застегивают на пуговицы и петли.
Манжета может быть цельнокроеной или состоять из двух деталей: верхней и нижней части манжеты. При обработке нижнего среза рукава манжетой длину рукава уменьшают на половину ширины манжеты.